# Антикаденца
Антикаденца је појам настао од грчке речи anti-против и cadens-који пада.
За разлику од каденце, која је опуштена интонација, односно интонација у опадању, као и од полукаденце или опуштено-затегнуте интонације, а увек означава раст интонације. Отуда је а интонација отварања која која се у везаном стиху обично јавља на крају стиха. Функција а. јесте да настави интонациону кривуљу у наредном ретку песме, док је каденца успорава и завршава (нпр. иза првог од следећих Дучићевих стихова јесте а, док је иза другог каденца: Све путем који води слави, Кренуше као војска мрака. У стиховима са опкорачењем често је реч о разноврсној модулацијифразне мелодије стиха, тако да се а може наћи како на крају тако и унутар стиха, односно нба једној или на више цензура.